# Amphilophus labiatus
Espèce
Amphilophus labiatus est une espèce de poisson néotropical appartenant à la famille des Cichlidae.